# Shintoku
Shintoku (新得町, Shintoku-chō) est un bourg du district de Kamikawa, situé dans la sous-préfecture de Tokachi, sur l'île de Hokkaidō, au Japon.

## Géographie

### Situation
Shintoku est situé dans le nord-ouest de la sous-préfecture de Tokachi, sur l'île de Hokkaidō, au Japon.

### Démographie
Au 30 septembre 2015, la population de Shintoku s'élevait à 6 328 habitants répartis sur une superficie de 1 063,83 km2.

## Transport
Shintoku est desservi par la ligne principale Nemuro et la ligne Sekishō de la compagnie JR Hokkaido à la gare de Shintoku.